# وایات ارپ (فیلم)
وایات اِرپ (به انگلیسی: Wyatt Earp) فیلمی محصول سال ۱۹۹۴ و به کارگردانی لارنس کاسدان است. در این فیلم بازیگرانی همچون کوین کاستنر، دنیس کواید، جین هکمن، جفری‌دیوید فاهی، مارک هارمون، مایکل مدسن، کاترین اوهارا، بیل پولمن، تام سایزمور، جوبت ویلیامز، مر وینینگام، دیوید اندروز، لیندن اشبی، جیمز کاویزل، جان دو، جوانا گوئینگ، کارن گراسل، رکس لین، مکنزی آستین، مری مکدانل، آدام بالدوین، آنابت گیش، لویس اسمیت، بتی باکلی، آلیسون الیوت، تیا لئونی ایفای نقش کرده‌اند.